# Bơi lội tại Đại hội Thể thao Bán đảo Đông Nam Á 1959
Bơi lội là một trong số 12 môn thể thao đưa vào tranh tài tại Đại hội Thể thao Bán đảo Đông Nam Á (SEAP Games) năm 1959 ở Bangkok, Thái Lan.
6 thành viên tham dự môn bơi lội bao gồm: Thái Lan (nước chủ nhà), Miến Điện (Burma), Mã Lai, Singapore, Lào, và Việt Nam Cộng hòa. Chỉ có 7 nội dung thi đấu dành cho nam được tổ chức trong hồ bơi đường dài (50 mét).

## Tóm tắt kết quả
| Nội dung                 | Vàng                            | Vàng      | Bạc                             | Bạc    | Đồng                              | Đồng   |
| ------------------------ | ------------------------------- | --------- | ------------------------------- | ------ | --------------------------------- | ------ |
| 100 m tự do              | Tin Maung Ni · Miến Điện (BIR)  | 1:00.2 GR | Mya Thee · Miến Điện (BIR)      |        | Tan Cheow Choon · Singapore (SIN) | 1:00.9 |
| 200 m tự do              | Tin Maung Ni · Miến Điện (BIR)  | 2:17.7 GR | Mya Thee · Miến Điện (BIR)      | 2:22.4 | Tan Cheow Choon · Singapore (SIN) | 2:24.8 |
|                          |                                 |           |                                 |        |                                   |        |
| 100 m bơi ngửa           | Lim Heng Chek · Malaysia (MAL)  | 1:11.5 GR | Tất Thắng · Việt Nam (VIE)      | 1:15.1 | Tan Gek Kee · Singapore (SIN)     | 1:15.5 |
|                          |                                 |           |                                 |        |                                   |        |
| 100 m bơi ếch            | Trương Kế Nhơn · Việt Nam (VIE) | 1:20.6 GR | Seah Pong Pin · Singapore (SIN) | 1:21.0 | Koay Thian Soon · Malaysia (MAL)  |        |
|                          |                                 |           |                                 |        |                                   |        |
| 100 m bơi bướm           | Lim Heng Chek · Malaysia (MAL)  | 1:13.5 GR | Seah Pong Pin · Singapore (SIN) | 1:13.7 | Phan Hữu Đồng · Việt Nam (VIE)    |        |
|                          |                                 |           |                                 |        |                                   |        |
| 4×100 m tiếp sức tự do   | Singapore (SIN)                 | 4:14.4 GR | Miến Điện (BIR)                 | 4:18.1 | Thái Lan (THA)                    | 4:40.9 |
| 4×100 m tiếp sức hỗn hợp | Việt Nam (VIE)                  | 4:55.4 GR | Malaysia (MAS)                  |        | Thái Lan (THA)                    |        |

## Bảng huy chương
| Hạng               | Đoàn               | Vàng | Bạc | Đồng | Tổng số |
| ------------------ | ------------------ | ---- | --- | ---- | ------- |
| 1                  | Miến Điện (BIR)    | 2    | 3   | 0    | 5       |
| 2                  | Malaysia (MAL)     | 2    | 1   | 1    | 4       |
| 2                  | Việt Nam (VIE)     | 2    | 1   | 1    | 4       |
| 4                  | Singapore (SIN)    | 1    | 2   | 3    | 6       |
| 5                  | Thái Lan (THA)     | 0    | 0   | 2    | 2       |
| Tổng số (5 đơn vị) | Tổng số (5 đơn vị) | 7    | 7   | 7    | 21      |